# Gerris
Pour l’article homonyme, voir Gerris (logiciel).
Genre
Gerris est un genre d'insectes hémiptères hétéroptères (même sous-ordre que les punaises) qui ont la capacité de se déplacer sur l'eau. 
On les appelle parfois « punaises d'eau », et communément, mais improprement, « araignées d'eau » (sans doute du fait de leurs longues pattes). Leur adresse à se déplacer sur l'eau leur vaut aussi le nom de « patineuses », « patineurs d'eau » ou « patineurs des étangs ». Parmi les noms vernaculaires, on peut aussi trouver le nom de « ciseau », « skater » ou « punaise de Jésus ».

## Comment lesGerrismarchent-ils sur l'eau?

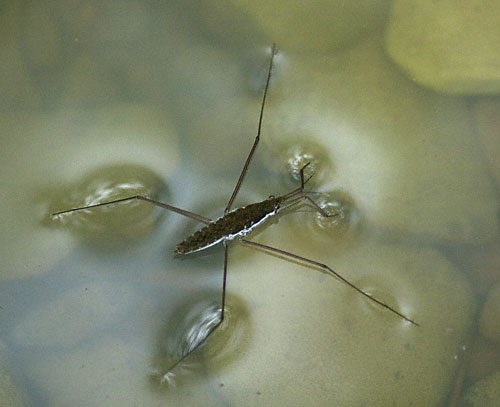
La dépression topographique induite par le poids de l'insecte sur la surface de l'eau est ici bien visible

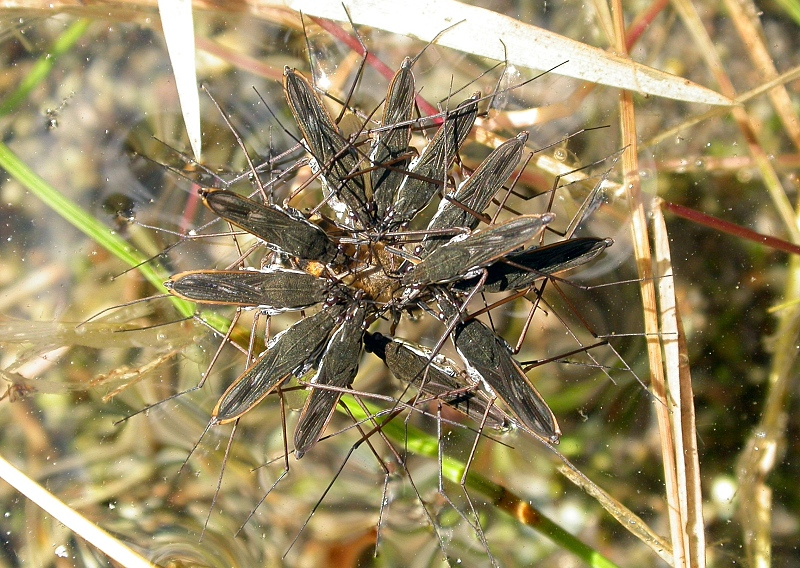
Rassemblement de Gerris, mangeant une abeille tombée dans l'eau

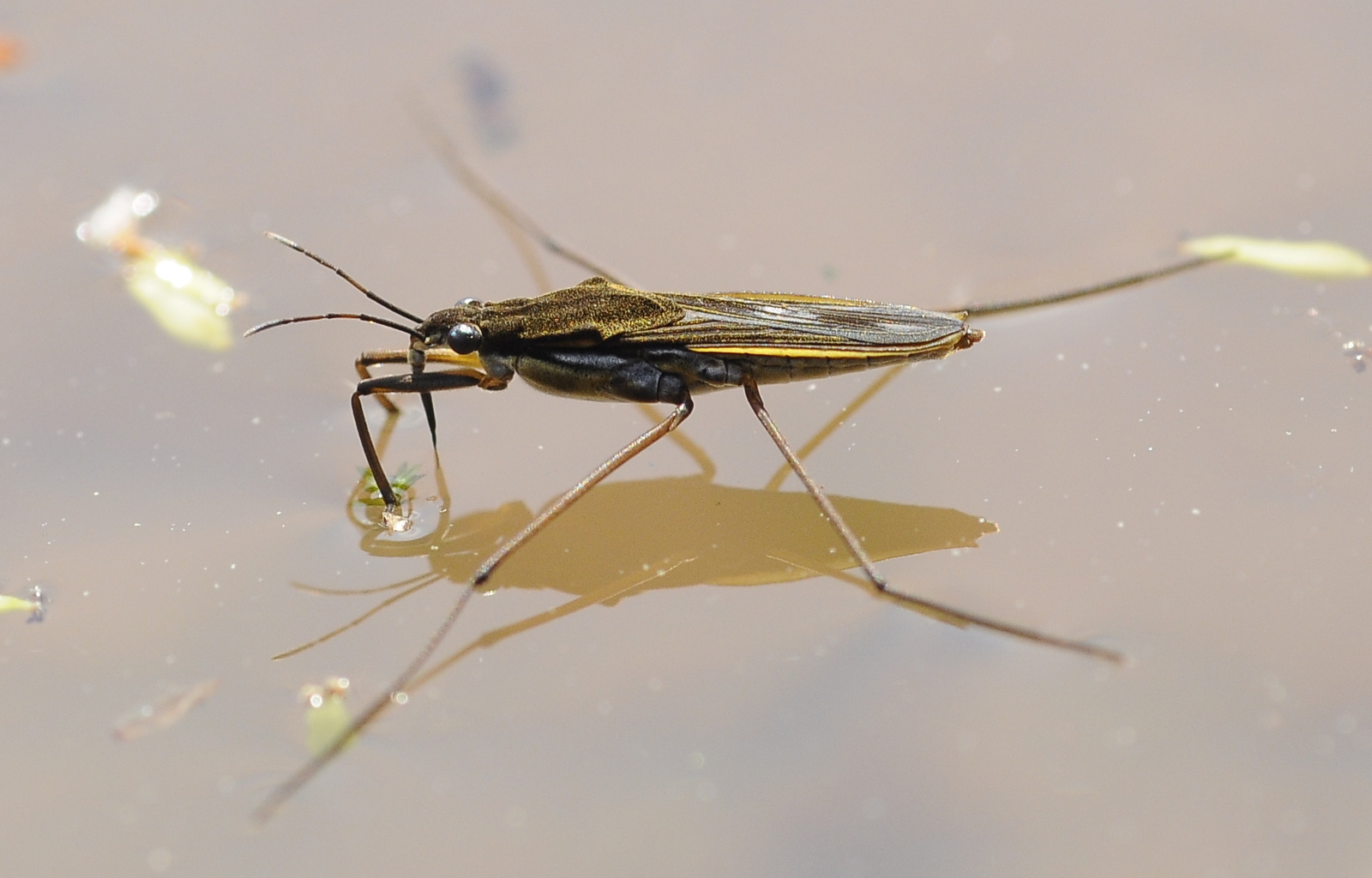
Vue latérale d'un Gerris

Leur mode, original, de déplacement (partagé avec quelques autres espèces dont certaines araignées (ex.: Dolomedes fimbriatus, Dolomedes triton) est un exemple classique pour les  cours d'introduction à la locomotion animale.
Il est permis par un double phénomène, différent de celui qui fait flotter des objets creux ou plus légers que l'eau en surface :
- la tension superficielle de l'eau repousse les substances hydrophobes posées à sa surface. Les pattes des Gerris sont munies de poils très hydrophobes qui empêchent la pénétration dans l'eau. En effet, les deux paires de pattes possèdent des tarses, munis de poils hydrofuges (c'est-à-dire qui préservent de l'eau)[5].
- d'autre part, la dépression topographique créée (comme si on appuyait sur une nappe tendue avec le doigt) entraîne, du fait de la tension superficielle de l'eau, une surpression qui permet de porter l'animal. Si les Gerris étaient plus lourds, cette tension superficielle serait insuffisante pour assurer leur sustentation[2].

Si on diminue la tension superficielle de l'eau en y ajoutant une ou quelques gouttes de tensioactifs (typiquement, une goutte de détergent liquide), le Gerris n'est plus porté et crève la surface de l'eau. C'est pourquoi le Gerris marchant normalement sur l'eau est considéré comme bioindicateur d'une eau non polluée par un tensioactif.

## Description
Le Gerris possède 6 pattes : c'est un hexapode. Les pattes postérieures ont une fonction de gouvernail. Les pattes médianes, qui sont les plus longues, permettent la propulsion par saccades. Les pattes antérieures, plus petites, sont spécialisées dans la prédation. 
Un Gerris peut, pour certaines espèces, effectuer un déplacement de l'ordre du mètre en une seule propulsion. On notera que les pattes P2 et P3 sont de taille comparable, au moins aussi longues que le corps, et qu'elles sont disposées en forme de X, ce qui permet à cet animal une bonne stabilisation sur l'eau,
Les ailes sont variablement développées ; les individus ailés peuvent se déplacer assez loin de l'eau. 
Le Gerris peut infliger une piqûre douloureuse s'il est manipulé sans précaution.

## Taxinomie

### Liste des sous-genres
Selon Catalogue of Life (13 juin 2022) :
- sous-genre Gerris (Gerris) Fabricius, 1794
- sous-genre Gerris (Gerriselloides) Hungerford & Matsuda, 1958
- sous-genre Gerris (Macrogerris) Andersen, 1993

Selon ITIS (26 octobre 2015) :
- sous-genre Gerris (Gerris) Fabricius, 1794

### Liste des espèces
Selon NCBI (26 octobre 2015) :
- Gerris alacris
- Gerris argentatus
- Gerris argenticollis
- Gerris asper
- Gerris babai
- Gerris brasili
- Gerris buenoi
- Gerris caucasicus
- Gerris comatus
- Gerris costae
- Gerris gibbifer
- Gerris gillettei
- Gerris gracilicornis
- Gerris incognitus
- Gerris incurvatus
- Gerris insperatus
- Gerris insularis
- Gerris lacustris
- Gerris lateralis
- Gerris latiabdominis
- Gerris maculatus
- Gerris marginatus
- Gerris nepalensis
- Gerris odontogaster
- Gerris pingreensis
- Gerris sahlbergi
- Gerris sphagnetorum
- Gerris swakopensis
- Gerris thoracicus
- Gerris yezoensis

Selon World Register of Marine Species (26 octobre 2015) :
- Gerris comatus Drake & Hottes, 1925

## Biologie

### Reproduction
On compte deux générations de Gerris par an. La première naît entre mai et juillet et dure environ 4 mois. La seconde naît entre août et septembre puis hiberne dans les berges pour se reproduire au printemps suivant. Le mâle meurt peu de temps après l'accouplement.

### Alimentation
Les petites pattes antérieures permettent d'attraper les proies (insectes) et de les maintenir accolées à l'appareil mandibulaire modifié, comme chez la plupart des hémiptères, en suçoir.
Le Gerris attrape aussi bien ce qui vit sur l'eau, que ce qui vit dans l'eau (et vient à la surface), que ce qui tombe dans l'eau. Il utilise un procédé analogue à celui de l'araignée avec sa toile : ce sont les ondes générées par les mouvements sur l'eau qui lui permettent de localiser ses proies. Les vibrations transmises par la surface de l'eau leur permettent également de communiquer entre eux.
Les téguments des proies sont percés par les pièces buccales, le Gerris injecte alors des sucs digestifs puis il suce le contenu liquéfié de ses victimes dont il va laisser les enveloppes vides.

## Écologie
- Les Gerris sont de petits prédateurs et des fossoyeurs qui, d'un certain point de vue, entretiennent la surface de l'eau en y jouant un rôle peut-être important, à l'échelle d'une mare par exemple.
- En parcourant incessamment cette surface, ils contribuent à micromélanger les couches superficielles, et le biofilm qui se forme naturellement sur cet écotone (interface eau/air)[11]. Il est ainsi mieux exposé au pouvoir désinfectant des UV, et l'eau y est moins stagnante, mieux oxygénée et thermiquement mélangée.
- Ils constituent eux-mêmes une nourriture pour d'autres espèces.
- Ce sont des bioindicateurs de tensioactif faciles à observer.

## Micro-robots imitant lesGerris
Cette capacité originale de déplacement sur l'eau a donné l'idée à certains[Qui ?] d'inventer des micro-robots capables de se déplacer sur l'eau, avec une grande manœuvrabilité en utilisant sa tension superficielle pour ne pas couler et avec un mouvement de pattes plus ou moins biomimétique (mais animées par un micro-ressort ou petit élastique) pour le faire avancer,.